# 三木鉄道ミキ300形気動車
三木鉄道ミキ300形気動車（みきてつどうミキ300がたきどうしゃ）は、1998年から製造された、三木鉄道の鉄道車両（気動車）である。

## 製造経緯
特定地方交通線に選定され、1985年4月1日をもって第三セクターの三木鉄道に転換された日本国有鉄道（国鉄）三木線は、元々山陽本線と接続する加古川駅までの直通列車が運転されていた時代ですら、年間輸送旅客数が55 - 75万人と低い水準で推移していた。このため、加古川線直通列車が廃止されて厄神駅での乗り換えが必須となる第三セクターへの転換後、さらに輸送需要が減少することが予想されていた。
それゆえ、転換時には検査予備を含めても最小限の保有数となる2両の12m級2軸気動車をもって開業することになったが、転換直後の1985年度の輸送実績は前年度比16万2,000人減となる38万7,000人にまで激減し、加古川線直通列車の廃止および転換時に実施された50 %もの大幅な運賃値上げが、営業成績に甚大な影響を及ぼしたことが明らかになった。
しかし、一旦廃止となった加古川線直通列車を復活させることも運賃を引き下げることも困難であったため、三木鉄道は開業1周年となる1986年4月1日の4駅一挙新設や、1998年の三木駅着発線増設による列車運行本数の大幅増加など、駅の増設と列車増発による利便性の向上で利用客の増加を狙う方針を採った。
このうち1998年の三木駅着発線増設工事では、単純に1列車を往復させていたのでは折り返し時に大きなタイムロスが発生し、それまで以上の列車増発が困難となっていたのを解決するために2番線となる着発線を増設し、あわせて構内信号機の整備を行うことで、厄神方面からの列車がいずれかの着発線に到着すると同時に、もう一方の着発線で待機していた列車が発車する、という体制を整えたものであった。この運用形態では、ラッシュ時のみとはいえ気動車2両を同時に稼動状態に置いておく必要があり、実際に2両の気動車が運用に充当されるようになった。
そのため、従来の在籍気動車2両体制ではいずれかの車両の定期検査時等に支障をきたすことから、以下の通り開業以来13年ぶりとなる新造車の投入を実施し、予備車の確保を行うことになった。もっともミキ180形の製造から13年を経て、同形式を製造した富士重工業では12m級2軸車のLE-Car IIの生産が打ち切られていた。
その後継としては、ミキ180形と同じ1985年に製造された樽見鉄道ハイモ230-300形気動車に始まる、通常の2軸ボギー車化された15m級LE-Car IIが開発されていたが、これも1989年以降は車体を一般の鉄道車両並に強固な構造として長寿命化を図った設計への移行により、LE-DCと呼ばれる軽快気動車に発展していた。
そのため、三木鉄道の新車についても第三セクター鉄道協議会の定めた新標準仕様に従うLE-DC仕様の18m級車として設計製作されることになり、1998年12月にミキ300-103が新造された。
一方、1985年に製造されたレールバスであるミキ180形は、製造コストを低減するため車体やエンジンなどにバス用の構造や部品を採用しており、耐用年数が15年程度となることが当初から想定されていた。そこで、翌1999年には主要機器を含めて目立った更新を実施していなかったミキ180-102の置き換えが計画され、同年12月にミキ300-104が新造された。
これにより計画通りミキ180-102の置き換えが実施されたが、1994年に機器更新を実施していたミキ180-101の置き換えは先送りされ、3年後の2002年にミキ300-105が新造されたことで置き換えを実施した。
以上3両は2008年（平成20年）の三木線廃止まで使用された後、全車が他社へ譲渡された。  
形式称号の「ミキ」は会社名および路線名の「三木」に、「300」はエンジン出力の295PSにそれぞれ由来し、番号はミキ180形からの連番である。

## 構造
富士重工業が開発した、車体長18m級のLE-DCと呼ばれる規格設計の軽快気動車グループに属し、本形式の後を追う形で新造が開始された、樽見鉄道のハイモ295-310形と樽見鉄道のハイモ295-510形・北条鉄道のフラワ2000形とは基本構造が共通する。

### 車体
車体は長さ18m級の普通鋼製で、バスの車体設計・工法を援用し一部にリベット組み立てを併用していたミキ180形とは異なり、一般的な鉄道車両と同様の設計・工法による溶接組み立て構造となっている。
窓配置はdD 6 D（d：乗務員扉、D：客用扉、数字：窓数）あるいはdD 7 Dで、乗務員扉のない側の車端部客用扉と妻窓の間には小窓が設置されている。
客用扉はいずれもステップ内装片開式引戸で、側窓は上段固定下段上昇式の2段アルミユニットサッシとなっている。
妻面は3面折妻構成で、左右に隅部をピラーで分割し曲面ガラスとした妻窓を設け、中央には貫通幌収納式の貫通扉を設置する。
前照灯は左右の妻窓下に前照灯と尾灯を一体の灯具に収めて設置し、妻窓の左側上部には「ワンマン」表示を、右側上部には方向幕をそれぞれ設置し、周囲をブラックアウト処理して妻窓との一体感を演出している。
塗装はミキ180形で採用された公募のカラースキームをそのまま踏襲し、白を基調として側窓の下部と窓下に赤帯、車体裾に青帯を巻いている。
同時期に製造された北条鉄道フラワ2000形は前面下部にスカートを設けたが、本形式はミキ180形・北条鉄道フラワ1985形・樽見鉄道ハイモ295形等と同様、スノープラウを装備している。

### 車内

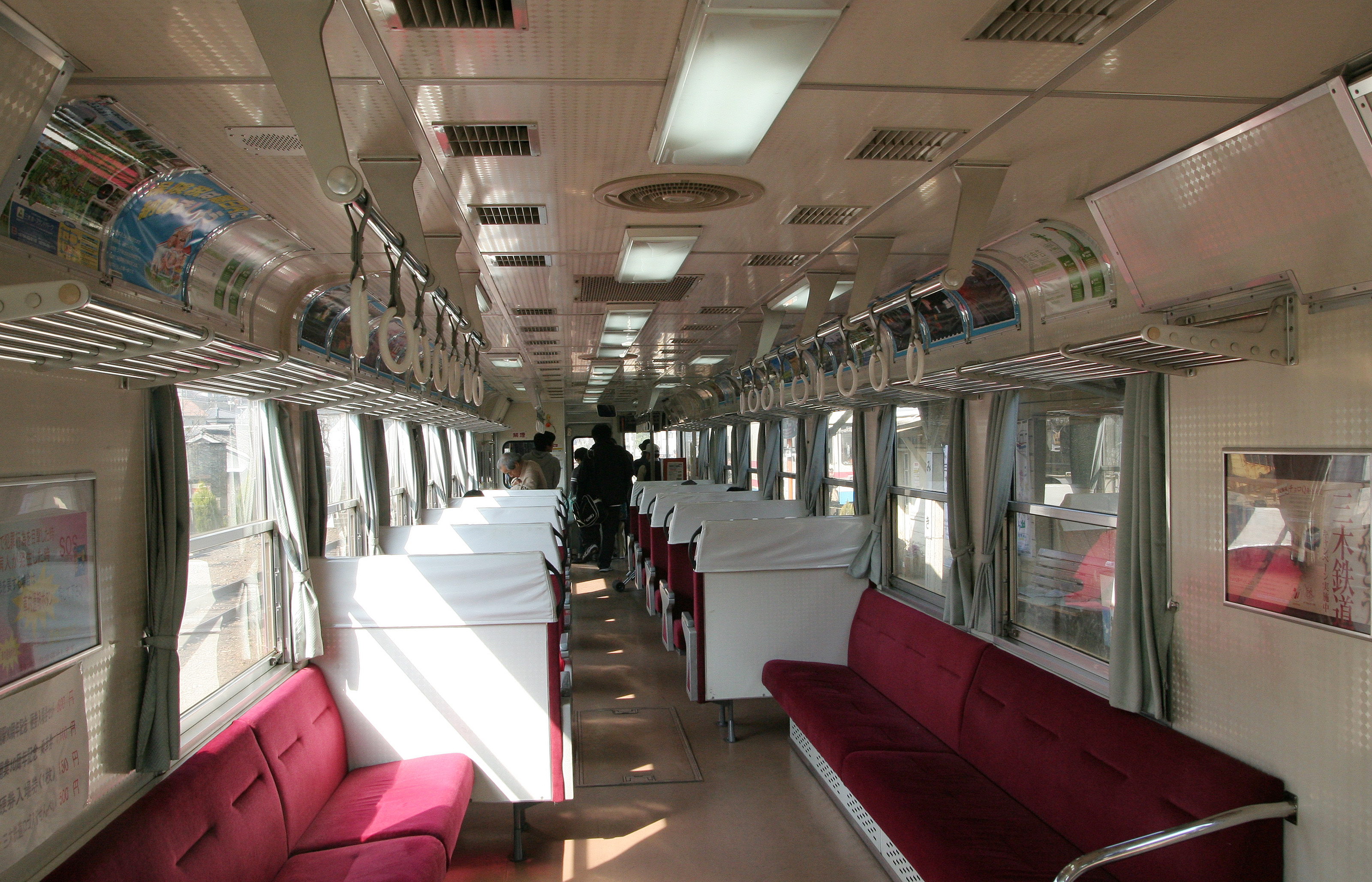
ミキ300-104の車内（厄神駅、2008年3月27日）

座席は左右に4組ずつ計8組の固定クロスシートを通路を挟んで1組分ずつずらして設置し、その前後にロングシートを設置したセミクロスシート構成となっている。
車内にトイレは設置されていないが、乗降口付近には、シルバーシートと車椅子スペースが設けられている。ワンマン運転に対応するため運転室付近に運賃箱・整理券発行機・運賃表示器を備えたほか、三木線からJR西日本加古川線への乗り継ぎ利用客のため、厄神駅の乗車駅証明書発行機も備えた。

### 主要機器
エンジンは出力295PS/2100rpm、UDトラックス（旧:日産ディーゼル）製PF6HT03ディーゼルエンジンを装備する。
変速機は変速2段自動切替・直結1段構成のシンコウSCR0.91B-4D液体式変速機が装着されている。
台車は動力台車が富士重工業FU-50D、付随台車が同じくFU-50Tを装着する。
いずれもペデスタルによる一般的な軸ばね式軸箱支持機構を備え、枕ばね部にボルスタアンカーを備える、国鉄DT44形台車の系譜に属するシンプルな設計、かつ軸距1,900mmでコンパクトにまとめられたインダイレクトマウント空気ばね台車である。
ブレーキはミキ180形と同じく、SME3管式非常弁付き直通ブレーキと手ブレーキを備える。基礎ブレーキ装置は片押し式踏面ブレーキで、ブレーキシリンダーは各台車に搭載される、台車シリンダー式となっている。
連結器は小型密着自動連結器を装着する。
なお、姉妹車にあたる樽見鉄道ハイモ295-310形・樽見鉄道ハイモ295-510形・北条鉄道フラワ2000形は、同じエンジン、かつ同じ変速機ながらLE-Car IIの2軸ボギー車グループの北条鉄道フラワ2000形のFU-35BD（動力台車）・FU-35BT（付随台車）、と本形式のFU-50D・FU-50T・樽見鉄道ハイモ295-310形のFU34KD・FU34KT・樽見鉄道ハイモ295-510形のFU-56D・FU56Tとは異なった設計の台車や北条鉄道フラワ2000形と本形式は軸距1,900mmなのに対して樽見鉄道ハイモ295-310形は軸距1,800mmを樽見鉄道ハイモ295-510形は軸距2,000mmとなっている。本形式と樽見鉄道ハイモ295-510形は810mmの車輪径の28km/hまで使用可能な排気ブレーキ装置を別途搭載しており、車体の長さは樽見鉄道ハイモ295-310形以外は全て18m級の車両となっている。その他、本形式の最高速度が95km/hであるに対してフラワ2000形・ハイモ295-510形は80km/h・ハイモ295-310形は65km/hであるなど、運転上の取り扱いには若干の相違が存在する。

## 廃線後の譲渡先
2008年4月1日の三木線廃止後、三木市では1両を保存、残り2両を競売にかけることとした。
ミキ300-105は同年10月1日に樽見鉄道が3,470万円で落札するが、ミキ300-104は最低売却価格を下回り相対交渉に回った結果、10月30日に1,785万円で北条鉄道に売却されることが決まった。12月8日にミキ300-104
、12月9日にミキ300-105
の搬出が行われた。ミキ300-103は保存を前提に旧三木駅構内の車庫で保管されていたが、2009年6月になってひたちなか海浜鉄道へ500万円で譲渡された。

### 樽見鉄道

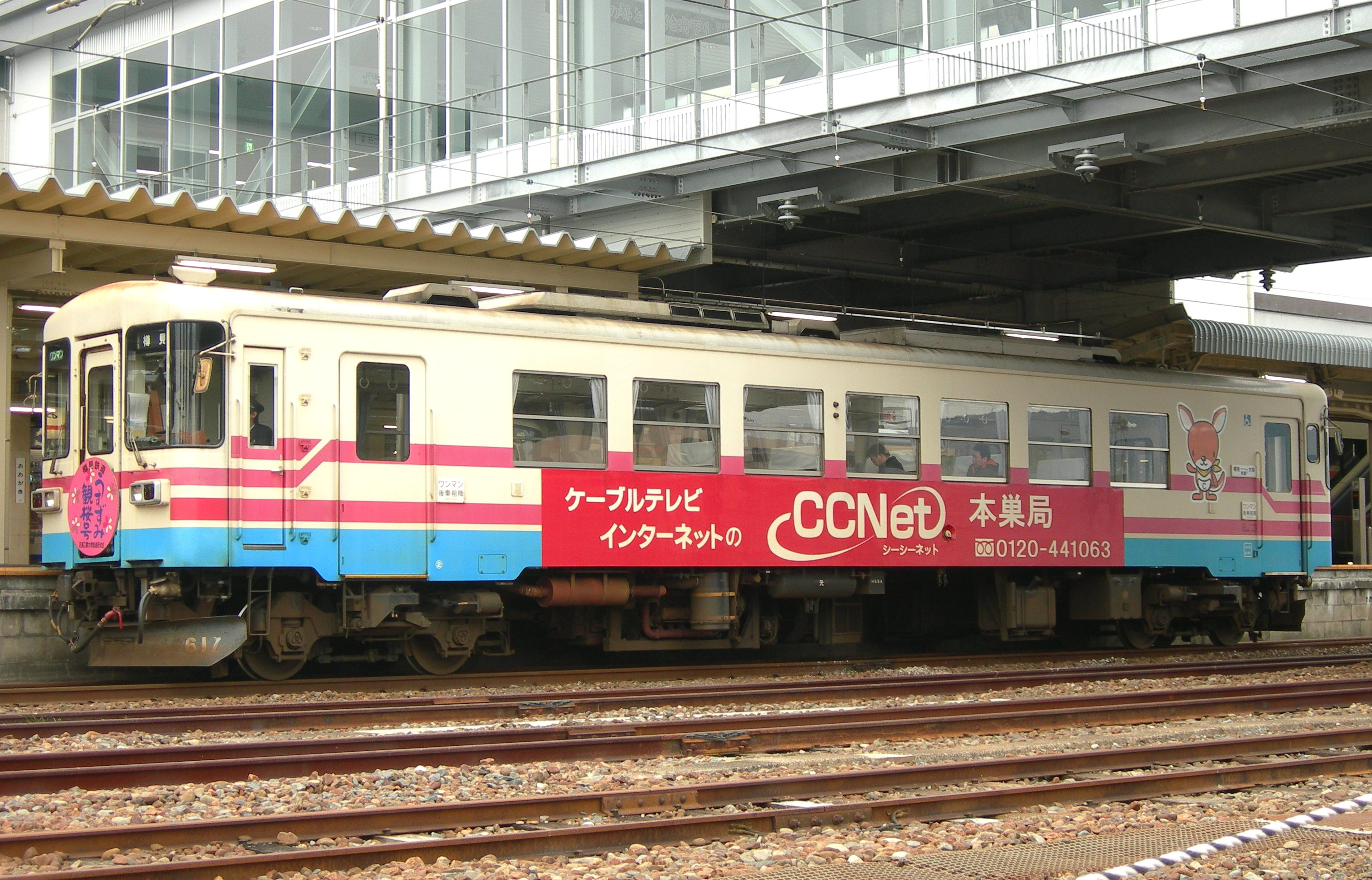
樽見鉄道ハイモ295-617（2011年）

樽見鉄道に譲渡されたミキ300-105はハイモ295-617として2009年3月1日に三木鉄道時代のままの塗装で運用を開始した。2014年（平成26年）9月限りで三木鉄道塗色での運用を終了している。

### 北条鉄道

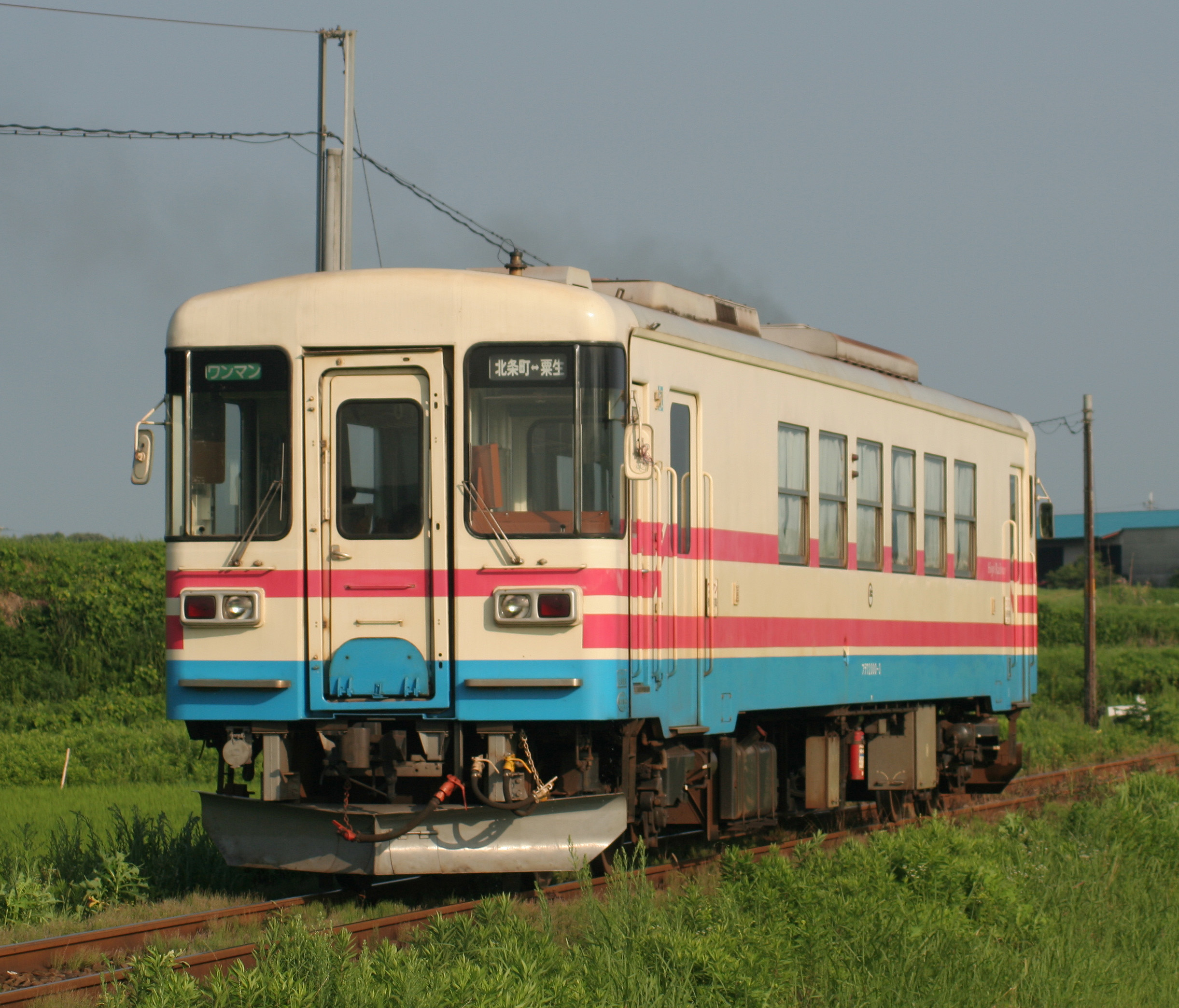
北条鉄道フラワ2000-3 三木鉄道色（2009年）

北条鉄道に譲渡されたミキ300-104はフラワ2000-3として2009年4月に三木鉄道時代の塗色のまま運用を開始した。2012年（平成24年）2月限りで三木鉄道塗色での運用を終了している。

### ひたちなか海浜鉄道

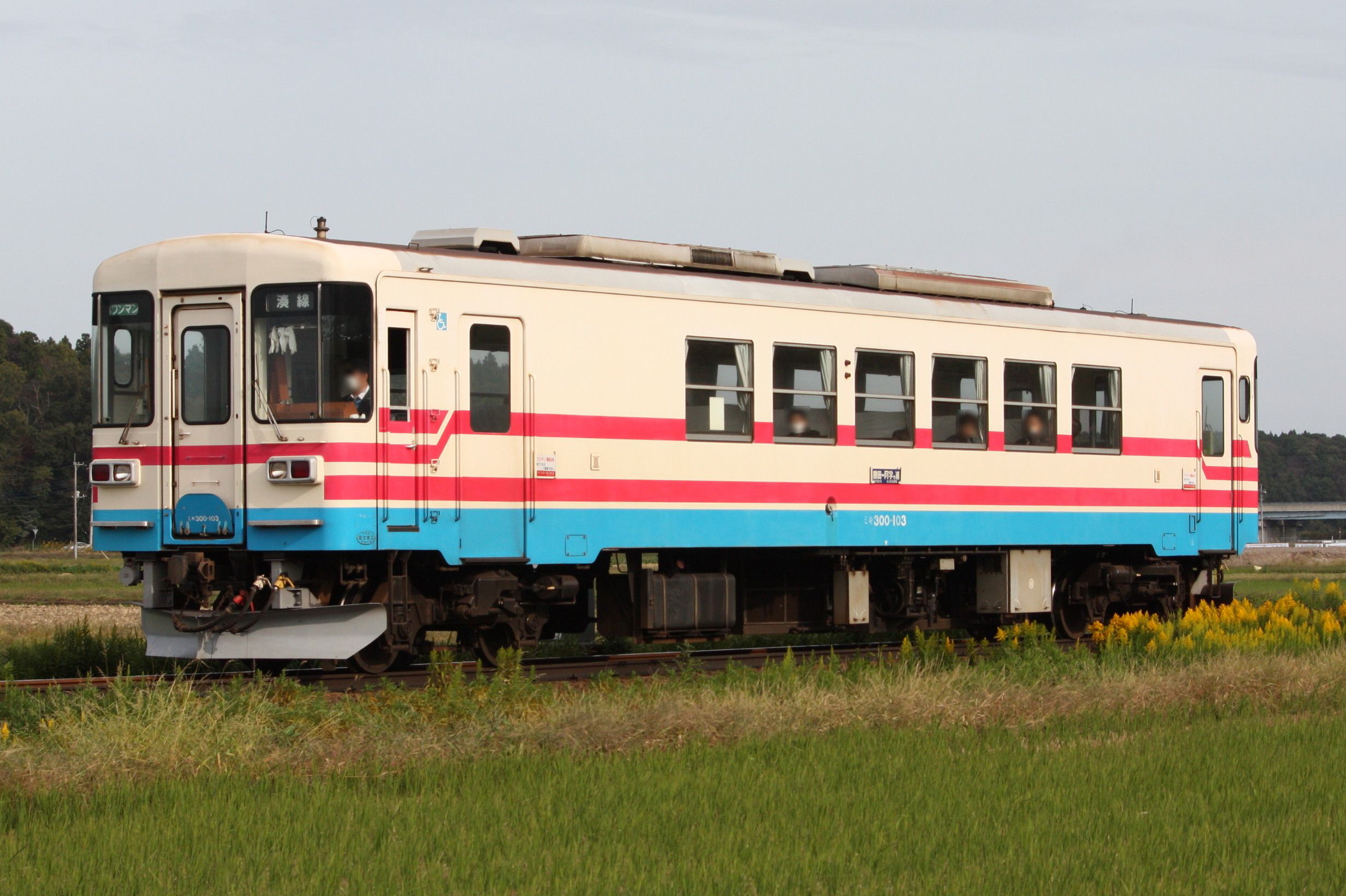
ひたちなか海浜鉄道ミキ300-103（2009年）

ひたちなか海浜鉄道に譲渡されたミキ300-103は、同年8月よりそのままの形式名・車番・塗色で運用を開始した。内装等も変えておらず、再塗装の際車番のフォントが変更された程度で塗色は全く同じカラーリングを保っていた。
2019年にはROCK IN JAPAN FESTIVAL20周年及びひたちなか市市制施行25周年記念事業の一環として「ROCK IN JAPAN FESTIVAL2019」のラッピング車となり、この際新たにスノープラウが水色に塗装された。同事業のラッピング車としての運行終了後はしばらく運用から外れていたが、2020年6月、スノープラウの水色塗装はそのまま残されたものの三木鉄道時代の原塗装をラッピングシールで再現し、運用に復帰した。
東日本旅客鉄道（JR東日本）からのキハ100形キハ100-39譲渡により、置き換えられる予定。